# Moderus Alfa
Moderus Alfa – jednoczłonowy, jednokierunkowy, wysokopodłogowy tramwaj powstały w wyniku modernizacji tramwaju Konstal 105N/105Na, produkowany przez firmę Modertrans Poznań. Takie tramwaje eksploatowane są w Górnośląsko-Zagłębiowskiej Metropolii, Poznaniu i Szczecinie.

## Historia
W latach 1973–1992 powstało 980 tramwajów Konstal 105N i 1443 tramwaje Konstal 105Na, co uczyniło je najpowszechniej używanymi tramwajami w Polsce. Tramwaje te w latach 90. były już mocno zużyte i przestarzałe, co spowodowało, że wielu przewoźników wdrożyło proces modernizacji tychże wagonów.
31 grudnia 2005 MPK Poznań, które dotychczas modernizowało tramwaje we własnym zakresie, utworzyło na bazie Zakładu Napraw Autobusów w Biskupicach spółkę córkę – Modertrans Poznań. Jednocześnie rozszerzono zakres działalności spółki o modernizację tramwajów. W początkowym okresie głównym odbiorcą modernizowanych tramwajów był MPK Poznań, jednakże już w grudniu 2007 dostarczono pierwsze zmodernizowane pojazdy dla Tramwajów Śląskich.
W 2011 powstał następca Moderusa Alfa – trójczłonowy Moderus Beta MF 02 AC. Tramwaj ten jest odpowiednikiem dwuskładu Moderusów Alfa, w przeciwieństwie do Alf nie ma jednak żadnych starych części (jest to całkowicie nowy pojazd) oraz ma niskopodłogowy łącznik, dzięki czemu jest on jednoprzestrzenny i dostosowany do osób na wózkach.

## Konstrukcja
Tramwaje Moderus Alfa powstają w drodze kompleksowej modernizacji starych pojazdów generacji Konstal 105N/105Na. Zmodernizowana stylistyka pojazdów została opracowana przez krakowskie biuro EC Engineering i po raz pierwszy zastosowana w modelach HF 04 AC i HF 05.
Poszczególne wersje znacząco różnią się zakresem modernizacji pomiędzy sobą:
| Typ      | Wnętrze | Czoło i tył | Napęd | Drzwi                    | Liczba drzwi | Klimatyzacja kabiny motorniczego | Inne                                 |                   |
| -------- | ------- | ----------- | ----- | ------------------------ | ------------ | -------------------------------- | ------------------------------------ | ----------------- |
| HF 01    | Tak     | –           | –     | –                        | 4            | –                                | –                                    | [ 2 ]             |
| HF 02 DK | Tak     | –           | –     | –                        | 4            | –                                | dwukierunkowość                      | [ 1 ] [ 2 ]       |
| HF 03 L  | Tak     | –           | –     | –                        | 4            | –                                | szkoleniowy                          | [ 2 ]             |
| HF 04 AC | Tak     | Tak         | Tak   | nowe obrotowe            | 4            | Tak                              | –                                    | [ 2 ] [ 1 ]       |
| HF 05    | Tak     | Tak         | –     | nowy napęd               | 4            | –                                | –                                    | [ 2 ]             |
| HF 07    | Tak     | Tak         | –     | nowe obrotowe            | 4            | Tak                              | –                                    | [ 1 ]             |
| HF 09    | Tak     | Tak         | –     | nowe odskokowo-przesuwne | 3            | Tak                              | –                                    | [ 8 ] [ 1 ] [ 9 ] |
| HF 10 AC | Tak     | Tak         | Tak   | nowe odskokowo-przesuwne | 3            | Tak                              | likwidacja wcięć w pudle, nowe wózki | [ 10 ] [ 9 ]      |
| HF 11 AC | Tak     | Tak         | Tak   | nowy napęd               | 4            | Tak                              | –                                    | [ 11 ]            |

1. ↑  Tramwaj jest pojazdem dwukierunkowym, jednostronnym. Wagony te muszą kursować zawsze w składzie, gdzie pierwszy wagon ma typowe dla serii 105Na ustawienie drzwi i kabiny, natomiast drugi wagon w składzie ma kabinę na końcu składu. W efekcie tramwaj ten może być eksploatowany jako wahadłowy na jednotorowym odcinku trasy.

## Dostawy
| Państwo        | Miejsce                             | Przewoźnik            | Typ            | Lata dostaw    | Liczba |               |
| -------------- | ----------------------------------- | --------------------- | -------------- | -------------- | ------ | ------------- |
| Polska         | Poznań                              | MPK Poznań            | HF 01          | 2006           | 22     | [ 2 ]         |
| Polska         | Poznań                              | MPK Poznań            | HF 02 DK       | 2006           | 2      | [ 2 ]         |
| Polska         | Poznań                              | MPK Poznań            | HF 03 L        | 2007           | 2      | [ 2 ]         |
| Polska         | Poznań                              | MPK Poznań            | HF 04 AC       | 2008           | 4      | [ 1 ]         |
| Polska         | Poznań                              | MPK Poznań            | HF 07          | 2008–2010      | 36     | [ 1 ]         |
| Polska         | Górnośląsko-Zagłębiowska Metropolia | Tramwaje Śląskie      | HF 05          | 2007           | 2      | [ 2 ]         |
| Polska         | Górnośląsko-Zagłębiowska Metropolia | Tramwaje Śląskie      | HF 11 AC       | 2012–2014      | 75     | [ 11 ] [ 12 ] |
| Polska         | Szczecin                            | Tramwaje Szczecińskie | HF 09          | 2008           | 2      | [ 1 ]         |
| Polska         | Szczecin                            | Tramwaje Szczecińskie | HF 10 AC       | 2011–2013      | 12     | [ 10 ] [ 9 ]  |
| Łączna liczba: | Łączna liczba:                      | Łączna liczba:        | Łączna liczba: | Łączna liczba: | 157    |               |

## Eksploatacja

### Poznań
W 2006 roku Modertrans zmodernizował dla MPK Poznań 24 tramwaje Konstal 105N/105Na. W ramach tej modernizacji powstały 22 tramwaje HF 01 oraz dwa tramwaje HF 02 DK. Pomiędzy lipcem a sierpniem 2007 dostarczono dwa tramwaje szkoleniowe HF 03 L.
W latach 2008–2010 dostarczono MPK cztery tramwaje HF 04 AC i 36 tramwajów HF 07. Ze względu na zastosowane nowinki technologiczne oddanie pierwszych z tych tramwajów do użytku opóźniło się o około o pół roku – pierwotnie planowano, że pierwszy tramwaj będzie gotowy do jazd z pasażerami w grudniu 2007.

### Konurbacja górnośląska
W grudniu 2007 Modertrans przekazał Tramwajom Śląskim dwa zmodernizowane wagony oznaczone jako HF 05. Jeden z nich trafił do zajezdni w Gliwicach, a drugi w Będzinie.
30 lipca 2012 TŚ podpisały umowę z konsorcjum firm Modertrans i MPK-Łódź na modernizację 45 tramwajów 105Na i dostawę części do modernizacji kolejnych 30, która miała zostać przeprowadzona w chorzowskich Zakładzie Usługowo Remontowym. 17 grudnia TŚ zaprezentowały pierwszy z wagonów zmodernizowanych przez konsorcjum Modertransu i MPK-Łódź, a na początku maja 2013 gotowy był pierwszy egzemplarz zmodernizowany przez ZUR. 18 listopada 2013 na Śląsk dotarł ostatni z 45 wagonów modernizowanych przez konsorcjum Modertransu i MPK-Łódź. Tramwaje zmodernizowane przez Modertrans z MPK otrzymały oznaczenie 105N HF 11 AC, a przez ZUR 105NF.

### Szczecin
W 2008 Tramwaje Szczecińskie zakupiły dwa pudła tramwajów HF 09, które zostały wyposażone w miejscowych warsztatach.
W grudniu 2010 do Szczecina dotarły z Poznania dwa kolejne pudła Moderusów wraz z wózkami, które zostały wykończone i wyposażone w Szczecinie, a 22 czerwca 2011 powstały z nich dwuwagonowy skład został zaprezentowany.
7 czerwca 2011 przewoźnik podpisał kolejną umowę z Modertransem, tym razem na dostawę 10 pudeł i 20 wózków napędowych.
Łącznie Tramwaje Szczecińskie zakupiły siedem dwuwagonowych składów Moderusów Alfa, które zostały przydzielone do zajezdni Golęcin. Cztery egzemplarze zostały zakupione ze środków własnych spółki, a 10 pozostałych w ramach dofinansowania ze środków Unii Europejskiej.